# Ilamane
Der Ilamane (arabisch إلامان; weitere Schreibweisen: Illamane oder Illaman) ist ein Berg im Hoggargebirge in Südalgerien.

## Lage und Gestein
Die markante, aus Phonolith bestehende Bergspitze eines erodierten Vulkanschlots liegt etwa 4,5 km südwestlich des Tahat, dem höchsten Berg Algeriens. Der Berg liegt an der sehr schlecht befahrbaren Piste, welche vom Ende der Asphaltstraße in Terhenanet zum Assekrem-Pass führt.

## Erschließung
Eine Besteigung der bis zu 400 m hohen Felswände ist aufgrund der Schroffheit nur mittels Klettern möglich. Die Erstbesteigung erfolgte am 1. Februar 1935 durch Hermann Bossard und Walter Hauser.

## Mythologie
Der Ilamane besitzt für die Tuareg eine große symbolische Bedeutung. Gemäß deren Legenden wurde dem Riesen Ilamane bei einem Titanenkampf mit einem einzigen Schlag einer Takouba die Schulter abgetrennt.

## Trivia
Ende der 1960er Jahre wurde der Ilamane in einer Umfrage der Zeitschrift „Alpinismus“ als „schönster Berg der Welt“ gekürt.